# Mosaik der drei Grazien (Narlıkuyu)

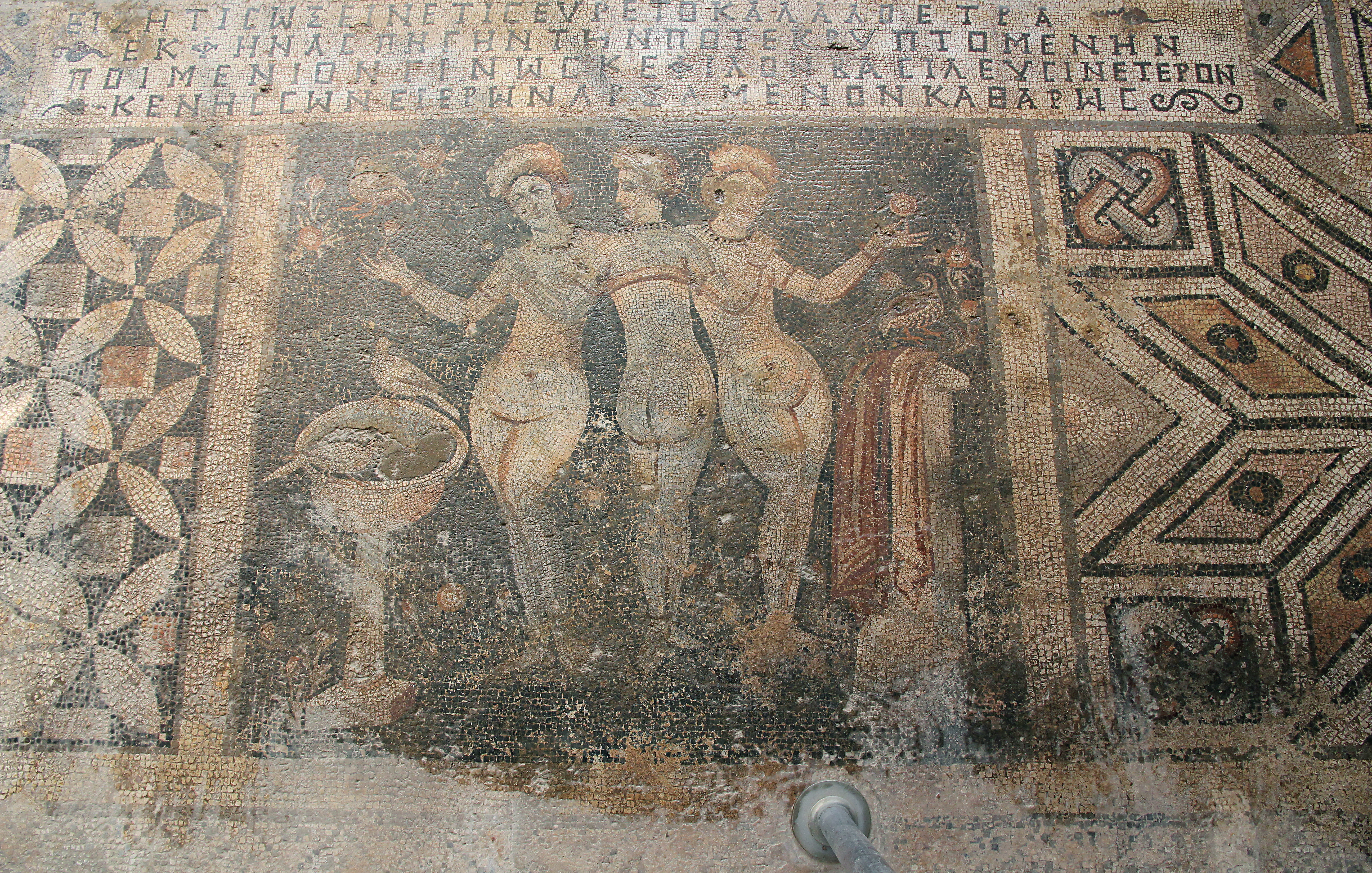
Drei Grazien

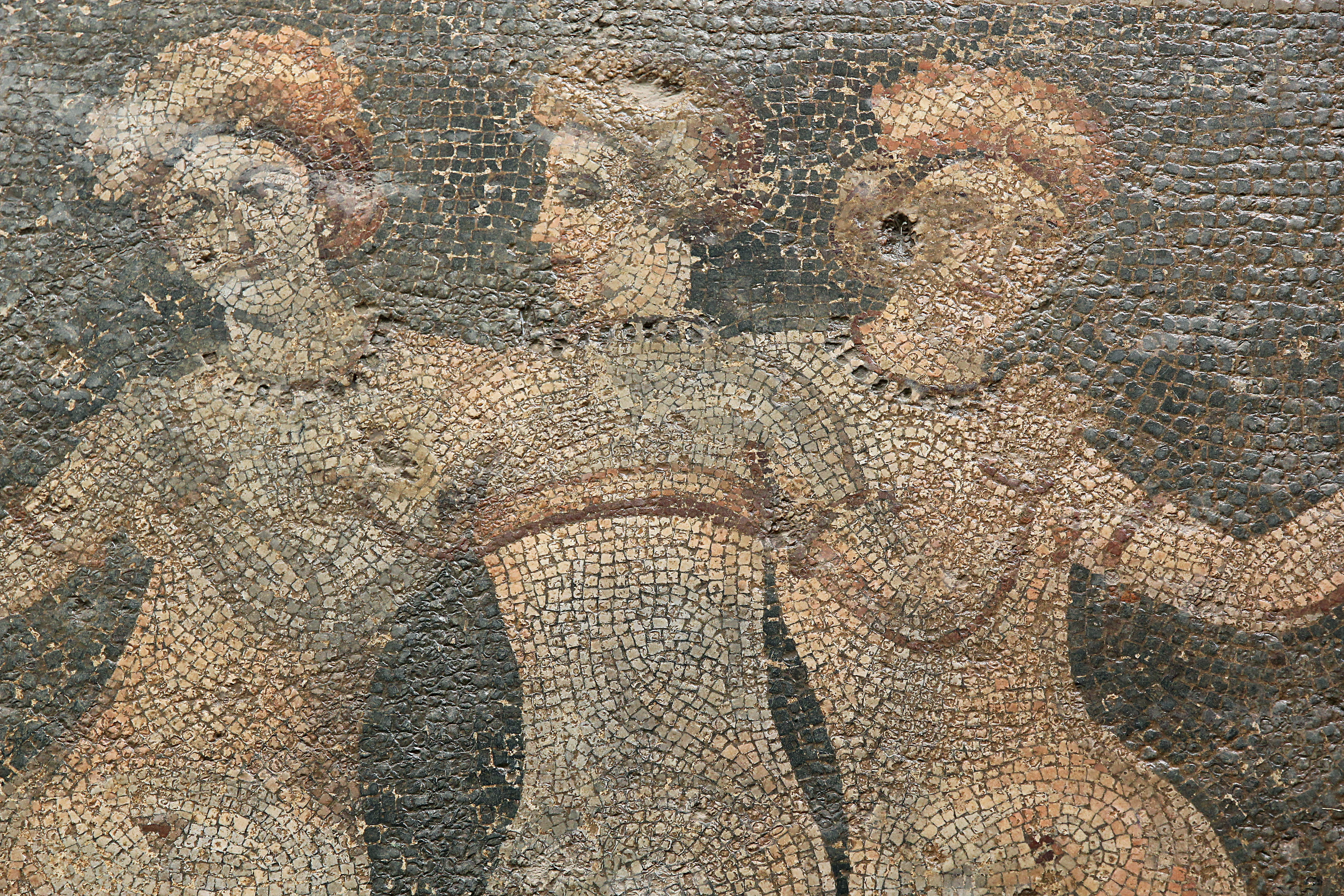
Detail

Ein Mosaik der drei Grazien (türkisch Üç Güzeller) befindet sich in einem römischen Badehaus, heute bezeichnet als Narlıkuyu Mozaik Müzesi, im türkischen Ort Narlıkuyu, westlich von Kızkalesi, dem antiken Korykos, 25 km östlich von Silifke an der türkischen Südküste.
Von dem Badehaus aus dem letzten Viertel des vierten Jahrhunderts, das mit Klinen und Badebecken ausgestattet war, ist heute einzig das Fußbodenmosaik erhalten. Es zeigt die drei unbekleideten Grazien Aglaia, Euphrosyne und Thalia in gegenseitiger Umarmung, umschwirrt von Tauben. Eine Inschrift prophezeit dem Badenden: Wer von diesem Wasser trinkt, wird weise, wer hässlich ist, wird schön. Weiter wird in der Inschrift Poimenios der geliebte Gefährte der Kaiser, der auch die Heiligen Inseln redlich und gut verwaltete als der Erbauer der Badeanlage und Entdecker der Quelle genannt. Poimenios war wohl ein Freund des oströmischen Kaisers Arcadius und seines Bruders Honorius und diente als Statthalter der heutigen Prinzeninseln im Marmarameer. Die Quelle stand vermutlich mit den unterirdischen Süßwasservorkommen der nahe gelegenen Korykischen Grotten in Verbindung.